# Nadaillac-de-Rouge
Nadaillac-de-Rouge è un comune francese di 185 abitanti situato nel dipartimento del Lot nella regione dell'Occitania.

## Società

### Evoluzione demografica
Abitanti censiti